# فولكسكامر
فولكسكامر ( تُلفظ بالألمانية: [ˈfɔlkskamɐ]، مجلس الشعب ) كان المجلس التشريعي الأحادي لجمهورية ألمانيا الديمقراطية (المعروف باسم ألمانيا الشرقية).
كانت Volkskammer في البداية هي مجلس النواب في مجلس تشريعي من مجلسين. كان مجلس الشيوخ هو مجلس الولايات، أو Länderkammer، ولكن في عام 1952 تم حل ولايات ألمانيا الشرقية، وتم إلغاء الغرفة في عام 1958. من الناحية الدستورية، كانت Volkskammer هي أعلى سلطة في الدولة في جمهورية ألمانيا الديمقراطية، وتمتع كلا الدستورين بسلطات تشريعية كبيرة. جميع فروع الحكومة الأخرى، بما في ذلك القضاء، كانت مسؤولة من الناحية النظرية عن ذلك. بحلول عام 1960، عين المجلس مجلس الدولة ومجلس الوزراء ومجلس الدفاع الوطني.
في الممارسة العملية، أسفرت مبادئ المركزية الديمقراطية عن قيام مجلس الشعب بدور ختم مطاطي لم يقدم سوى جزاء قانوني للقرارات التي اتخذها بالفعل حزب الوحدة الاشتراكية في ألمانيا (SED) ومكتبها السياسي.

## عضوية
منذ تأسيسها في عام 1949 وحتى أول انتخابات تنافسية في مارس 1990، تم انتخاب جميع أعضاء فولكسكامر من خلال قائمة واحدة من الجبهة الوطنية، وهو تحالف شعبي/انتخابي شعبي تهيمن عليه SED. بالإضافة إلى ذلك، تم تخصيص مقاعد لمختلف المنظمات المرتبطة بـSED، مثل الشباب الألماني الحر.
تم انتخاب أعضاء الغرفة الشعبية من عدة أعضاء الدوائر الانتخابية، ب4-8 مقاعد. لكي يتم انتخابه، يجب أن يحصل المرشح على نصف الأصوات الصحيحة المدلى بها في دائرته الانتخابية. إذا حصل عدد غير كاف من المرشحين داخل الدائرة الانتخابية على الأغلبية اللازمة لشغل جميع المقاعد، فقد عقدت جولة ثانية في غضون 90 يومًا. إذا تجاوز عدد المرشحين الذين حصلوا على هذه الأغلبية عدد المقاعد في الدائرة الانتخابية المعنية، فإن ترتيب المرشحين في قائمة الانتخابات قرر من الذي سيحصل في فولكسكامر. المرشحون الذين خسروا مقعدًا بسبب ذلك سيصبحون مرشحين خلفاء لملئ الشواغر العرضية التي قد تحدث خلال فترة تشريعية. 
| تاريخ الانتخابات | نسبة المشاركة | الموافقة | توزيع المقاعد البرلمانية | توزيع المقاعد البرلمانية | توزيع المقاعد البرلمانية | توزيع المقاعد البرلمانية | توزيع المقاعد البرلمانية | توزيع المقاعد البرلمانية | توزيع المقاعد البرلمانية | توزيع المقاعد البرلمانية | توزيع المقاعد البرلمانية | توزيع المقاعد البرلمانية | توزيع المقاعد البرلمانية | توزيع المقاعد البرلمانية |
| تاريخ الانتخابات | نسبة المشاركة | الموافقة | SED                      | CDU                      | LDPD                     | DBD                      | NDPD                     | FDGB                     | FDJ                      | KB                       | DFD                      | SDA 1                    | VdgB                     | VVN                      |
| ---------------- | ------------- | -------- | ------------------------ | ------------------------ | ------------------------ | ------------------------ | ------------------------ | ------------------------ | ------------------------ | ------------------------ | ------------------------ | ------------------------ | ------------------------ | ------------------------ |
| 19 أكتوبر 1950   | 98.53٪        | 99.9٪    | 110                      | 67                       | 66                       | 33                       | 35                       | 49                       | 25                       | 24                       | 20                       | 6                        | 12                       | 19                       |
| 17 أكتوبر 1954   | 98.51٪        | 99.4٪    | 117                      | 52                       | 52                       | 52                       | 52                       | 55                       | 29                       | 29                       | 18                       |                          | 12                       |                          |
| 16 نوفمبر 1958   | 98.90٪        | 99.9٪    | 127                      | 52                       | 52                       | 52                       | 52                       | 55                       | 29                       | 29                       | 18                       |                          | 12                       |                          |
| 20 أكتوبر 1963   | 99.25٪        | 99.9٪    | 127                      | 52                       | 52                       | 52                       | 52                       | 68                       | 55                       | 35                       | 22                       |                          |                          |                          |
| 2 يوليو 1967     | 99.82٪        | 99.9٪    | 127                      | 52                       | 52                       | 52                       | 52                       | 68                       | 55                       | 35                       | 22                       |                          |                          |                          |
| 14 نوفمبر 1971   | 98.48٪        | 99.5٪    | 127                      | 52                       | 52                       | 52                       | 52                       | 68                       | 55                       | 35                       | 22                       |                          |                          |                          |
| 7 أكتوبر 1976    | 98.58٪        | 99.8٪    | 127                      | 52                       | 52                       | 52                       | 52                       | 68                       | 55                       | 35                       | 22                       |                          |                          |                          |
| 14 يونيو 1981    | 99.21٪        | 99.9٪    | 127                      | 52                       | 52                       | 52                       | 52                       | 68                       | 55                       | 35                       | 22                       |                          |                          |                          |
| 8 يونيو 1986     | 99.74٪        | 99.9٪    | 127                      | 52                       | 52                       | 52                       | 52                       | 68                       | 37                       | 21                       | 32                       |                          | 14                       |                          |